# فيكتوريا برنسبيرغ
فيكتوريا برنسبيرغ (بالإنجليزية: Victoria Brunsberg)‏ مواليد 2 أبريل 1991، هي لاعبة كرة يد أسترالية تلعب كجناح أيسر. مثلت منتخب أستراليا لكرة اليد للسيدات.

## سجل المنافسة
شاركت في البطولات التالية:
- بطولة العالم لكرة اليد للسيدات 2013